# Deimos (måne)
Deimos är den  yttre av Mars månar och är bland de minsta månarna man känner till i solsystemet. Den är namngiven efter Deimos, son till krigsguden Ares (Mars i romersk mytologi). Dess officiella beteckning är Mars II.

## Upptäckt
Deimos upptäcktes av den amerikanske astronomen Asaph Hall den 12 augusti 1877 klockan 07:48 UTC vid US Naval Observatory i Washington, D.C. Asaph Hall upptäckte också Mars andra måne, Phobos, några dagar senare.
I artikeln Mars naturliga satelliter finns mer om hur Deimos (och Phobos) upptäcktes i form av Asaph Halls egna anteckningar.

## Banparametrar

Phobos och Deimos omloppsbanor (i skala), sett ovanför Mars nordpol.

Deimos passerar framför solen, sedd från Mars-rovern Opportunity

Deimos går i en bana längre ifrån Mars än Phobos, men trots detta är avståndet mellan de båda endast ca 6% av avståndet från jorden till vår måne. Deimos har precis som Phobos och jordens måne synkron rotation, vilket innebär att den alltid visar samma sida mot Mars. 
Sedd från Deimos skulle Mars vara 1 000 gånger större och 400 gånger ljusstarkare än fullmånen sedd från jorden, samt sträcka sig över 1/11 av stjärnhimlen. Sedd från Mars ekvator skulle Deimos bara täcka cirka 0,04° av himlen. Observatörer på högre latituder än 82,4° skulle inte alls kunna se Deimos på grund av dess låga inklination och det relativt korta avståndet från Mars.
Tvärtemot för Phobos, som snurrar runt Mars så snabbt att den faktiskt går upp i väster och ner i öster, stiger Deimos upp i öster och ner i väster. Men Deimos omloppstid på 30,4 timmar är inte mer än ett par timmar längre än Mars rotationstid på 24,7 timmar. Detta innebär att det tar 2,7 dagar för Deimos att färdas över himlen för en observatör vid ekvatorn.

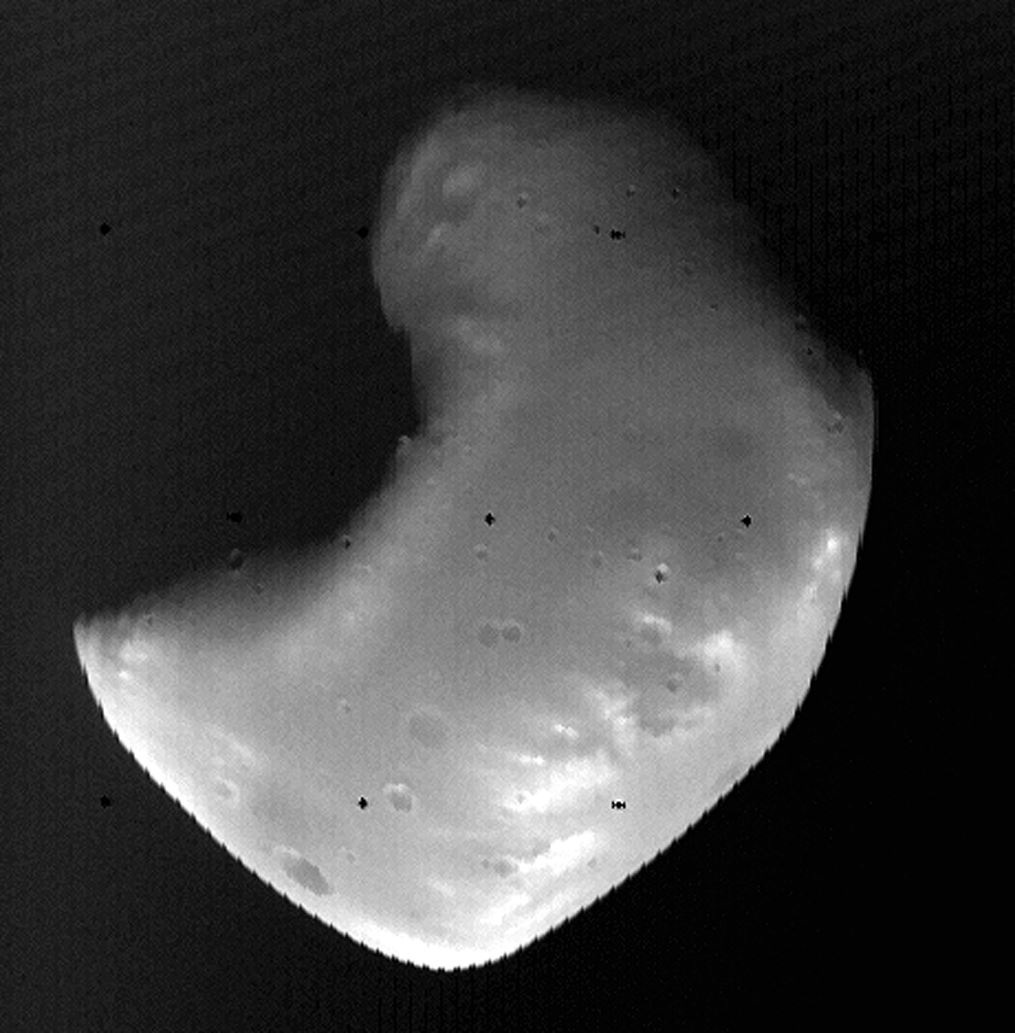
Deimos, foto taget från Viking 1

## Fysiska egenskaper
Precis som de flesta himlakroppar med dess storlek är Deimos mycket osfärisk med dimensioner på 15×12×10 km. Den har en densitet på 1,7 g/cm3 vilket bör innebära att den har en hög porositet och är uppbyggd till stor del av kolrikt stenmaterial. Deimos påminner därmed mycket om (Typ-C)-asteroider och kolhaltiga kondritmetoriter. Den har kratrar men dess yta är betydligt slätare än Phobos vilket är orsakat av att regolit delvis har fyllt igen äldre kratrar. De två största kratrarna är Swift och Voltaire vilka är ungefär 3 km i diameter. De fick dessa namn för att författarna med samma namn båda hade förutspått upptäckten av Mars två månar i sina böcker långt innan månarna upptäcktes av Hall.

### Ursprung
Det har ofta spekulerats i att de båda månarna Deimos och Phobos kan vara infångade från asteroidbältet till en bana runt Mars. Men månarna har mycket cirkulära banor vilka ligger nästan exakt i mars ekvatorialplan, medan infångade månar skulle förväntas ha en betydligt mer excentrisk bana med slumpmässig inklination. Vissa tecken tyder på att Mars en gång var omgiven av många Phobos- och Deimosliknande objekt som kanske hamnade i en bana runt Mars efter en våldsam kollision med en stor planetesimal, ungefär som jordens måne tros ha bildats, fast på en betydligt mindre skala.